# Masayoshi Son
Masayoshi Son (孫 正義, Son Masayoshi, Tosu, 11 de agosto de 1957) é um empreendedor, investidor e filantropo japonês. Ele é o fundador e CEO da multinacional japonesa SoftBank, CEO da SoftBank Mobile e presidente da Arm Holdings, com sede no Reino Unido. Até agosto de 2020 a fortuna de Son é estimada em 31,1 bilhões de dólares, o que o posiciona como a 2.ª pessoa mais rica do Japão e a 32.ª mais rica do mundo segundo a Forbes. Em 2013, Son foi eleito a 45.ª pessoa mais poderosa do mundo pela lista das pessoas mais poderosas da revista Forbes.

## Início de vida e educação
Masayoshi Son nasceu em Tosu, uma cidade localizada na prefeitura de Saga, no Japão. A família de Son adotou o sobrenome japonês Yasumoto (安本), sendo assim, Son utilizou este sobrenome durante sua infância. Porém, ele decidiu adotar seu sobrenome coreano, tornando-se um modelo para as crianças de etnia coreana no Japão. Aos 16 anos, mudou-se para a Califórnia e concluiu o ensino médio em três semanas após realizar os exames exigidos na Serramonte High School. Após dois anos estudando na Universidade Holy Names em Oakland, Son foi transferido para a Universidade da Califórnia em Berkeley, onde se formou em Economia e estudou Ciência da computação. Apaixonado por um microship apresentado em uma revista, Son, aos 19 anos, sentiu-se confiante de que a tecnologia dos computadores iniciaria a próxima revolução comercial.
Seus primeiros empreendimentos comerciais começaram quando ainda era estudante. Com a ajuda de alguns professores, Son desenvolveu um tradutor eletrônico que foi posteriormente vendido para a Sharp Corporation por um valor de US$ 1,7 milhões. Ele faturou mais de US$ 1,5 milhões importando videogames usados do Japão e instalando-as em dormitórios e restaurantes. Posteriormente, Son realizou uma reunião com o então presidente do McDonald's do Japão, Den Fujita. Seguindo seu conselho, Son passou a estudar inglês e ciência da computação.

## Carreira

### Yahoo! e Alibaba
Son foi um dos primeiros investidores em empresas de internet, adquirindo uma ação do Yahoo! em 1995 e investindo uma participação de US$ 20 milhões no Alibaba em 1999. Sua empresa, SoftBank, detém 29,5% do Alibaba, que valia cerca de US$ 108,7 bilhões em outubro de 2018. Embora a participação da SoftBank no Yahoo! caísse para 7%, Son, juntamente com a Yahoo! Japan, estabeleceu o Yahoo! BroadBand em setembro de 2001. Após uma severa desvalorização do patrimônio da SoftBank, Son foi forçado a focar sua atenção no Yahoo! BB e BB Phone. Desde então, a SoftBank acumulou cerca de US$ 1,3 bilhões em dívidas. Em junho de 2020, Son deixou o conselho do Alibaba.

### Arm Holdings
Em julho de 2016, a SoftBank anunciou planos de adquirir a Arm Holdings por US$ 31,4 bilhões, o que seria a maior compra de uma empresa de tecnologia europeia. Em setembro de 2016, a SoftBank anunciou que a transação tinha sido concluída. O valor total da aquisição foi de aproximadamente US$ 34 bilhões.

### Sprint Corporation
Por meio de suas participações na SoftBank, Son adquiriu 76% das ações da Sprint Corporation. A SoftBank acumulou ainda mais ações na Sprint, cerca de 84%.

### Investimento em energia solar
Em resposta ao acidente nuclear de Fukushima I em 2011, Son criticou a indústria nuclear por "criar o problema que mais preocupa os japoneses hoje" e se comprometeu a investir em uma rede de energia solar para o Japão. Em março de 2018, foi anunciado que Son estava investindo no maior projeto solar de todos os tempos, um desenvolvimento de 200 GW planejado para a Arábia Saudita como parte da Vision 2030.

## Visões
O veículo de investimento da SoftBank investe em tecnologias emergentes como inteligência artificial, robótica e internet das coisas. Ele afirmou que seu objetivo é dobrar seu portfólio de empresas de IA de 70 para 125. Ele também investe em empresas que prometem revolucionar o mercado imobiliário, de transporte e varejo. Son realiza contatos pessoais com os CEO's de todas as empresas financiadas pela Vision Fund. Son planeja levantar cerca de US$ 100 bilhões para um novo fundo a cada poucos anos, investindo cerca de US$ 50 bilhões por ano em startups. Um segundo Vision Fund está sendo trabalhado atualmente, com uma meta de US$ 108 bilhões, dos quais US$ 38 bilhões viriam da própria SoftBank.

## Vida pessoal
Son conheceu sua esposa, Masami Ohno, durante seus estudos universitários e tem duas filhas juntos. Ele mora em Tóquio, em uma mansão de três andares avaliada em US$ 50 milhões. Ela é equipada com um campo de golfe, cuja tecnologia é capaz de imitar as condições climáticas dos melhores campos de golfe do mundo. Ele também adquiriu uma casa perto do Vale do Silício em Woodside, na Califórnia, que custou US$ 117 milhões. Son também é dono da SoftBank Hawks, um time profissional de beisebol japonês.

### Filantropia
Em 2011, Son prometeu doar 10 bilhões de ienes (US$ 120 milhões) e seu salário restante até a aposentadoria para apoiar as vítimas do sismo e tsunami de Tohoku.